# Přerovec
Přerovec (či také Zámčisko) je zaniklý hrad v okrese Opava na katastrálním území obce Mokré Lazce. Jeho pozůstatky jsou patrné jen v terénních náznacích a od 3. května 1958 jsou památkově chráněny.

## Historie
První písemná zmínka, jež konkrétně odkazuje na Přerovec, pochází z roku 1492, kdy jej získává Petr Stoš z Kounic a na Štítině od Václava Hřivnáče z Heraltic. Starší zmínka z roku 1441 prvně popisuje území, na němž hrad leží. V té se dozvídáme o převodu majetku od opavského vévody Václava II. na Zbyňka Hřivnáče ze Štítiny. Roku 1513 se dostal do vlastnictví Matyáše Bystřického ze Studnic a na Štítině. Později se dalším majitelem stal Jindřich Šíp z Branice. V sedmdesátých letech 16. století je hrad označován již za pustý, kdy byl hrad a ves Lhota Hřivnáčova v držení rodu Cetrysů z Kynšperka. Definitivní zkázu zapříčinily nejspíše česko-uherské války.

## Archeologický výzkum
První výzkumy lokality proběhly pravděpodobně před rokem 1905. Císařským příkazem byly objevené nálezy propůjčeny do bruntálského muzea. Další nahodilé objevy pochází z roku 1913. Pocházejí od lesmistra Friedela z Hrabyně. Připadly opět bruntálskému muzeu, které náleželo do správy Řádu německých rytířů. Následně byly roku 1921 postoupeny Slezskému zemskému muzeu v Opavě pod podmínkou, že zůstanou v majetku řádu. Do muzea se dostaly i nálezy od pedagoga Lea Černína, které do jeho sbírek přešly darem v roce 1950. Roku 1996 byly pozůstatky fortifikace důkladně zaměřeny.
Nejčetněji jsou mezi nálezy zastoupeny keramické zlomky. Železné nálezy reprezentují hřeby, řemeslnické nástroje, nože, jezdecká výstroj (podkovy, udidla, hřebla atp.) a militárie (hroty šípů, některé i s tulejkou, kopí).

## Popis
Vstup do hradu zajišťoval most přes příkop, situovaný na severovýchodním hřebenu skalního ostrohu. Hlavním fortifikačním prvkem byla obvodová hradba s příkopem a předsunutým valem. Vnitřní zástavba hradního jádra, ležícího na nepravidelném oválno-trojúhelníkovém půdorysu o rozměrech 50 × 40 metrů, sestávala z dřevohlinitých objektů.